# Francesco Renga
Francesco Renga (Udine, 12 juni 1968) is een Italiaans singer-songwriter.
In de jaren 1990 was hij de leadzanger van de populaire rockgroep Timoria. In 2001 begon Renga aan een solocarrière die zeer succesvol bleek te zijn. Met het nummer Angelo won Renga in 2005 het Festval di Sanremo, het belangrijkste muziekevenement van Italië.

## Albums

### Studioalbum
- Francesco Renga (2001)
- Tracce (2003)
- Camere con vista (2005)
- Ferro e cartone (2007)
- Orchestraevoce (2009)
- Un giorno bellissimo (2010)
- Tempo reale (2014)
- Scriverò il tuo nome (2016)

### Livealbum
- Scriverò il tuo nome Live (2017)

### Verzamelalbum
- Fermoimmagine (2014)
- The Platinum Collection (2014)